# Kidshowe Beck
Der Kidshowe Beck ist ein Wasserlauf im Lake District, in Cumbria, England. Er entsteht südöstlich des White Howe und fließt in südöstlicher Richtung, bis er bei seinem Zusammentreffen mit dem Wolfhowe Gill und dem Ashstead Beck den River Mint bildet.